# Hepler
Hepler är en ort i Crawford County i Kansas. Vid 2020 års folkräkning hade Hepler 90 invånare.